# Hydropsyche siltalai
Espèce
Hydropsyche siltalai est une espèce d'insectes trichoptères de la famille des Hydropsychidae.

## Systématique
Le nom valide complet (avec auteur) de ce taxon est Hydropsyche siltalai Doehler, 1963,.

### Publication originale
(de) Walter Döhler, « Liste der deutschen Trichopteren », Nachrichtenblatt der Bayerischen Entomologen, Munich, vol. 12, no 3,‎ 15 mars 1963, p. 17-22 (ISSN 0027-7452, lire en ligne, consulté le 24 mai 2025).